# ウィリアム・キャヴェンディッシュ＝ベンティンク (第3代ポートランド公爵)
第3代ポートランド公爵ウィリアム・ヘンリー・キャヴェンディッシュ・キャヴェンディッシュ＝ベンティンク（英: William Henry Cavendish Cavendish-Bentinck, 3rd Duke of Portland KG PC FRS、1738年4月14日 - 1809年10月30日）は、イギリスの貴族、政治家。イギリスの首相（在任：1783年4月2日 - 12月19日、1807年3月31日 - 1809年10月4日）、内務大臣（在任：1794年 - 1801年）、枢密院議長（在任：1801年 - 1805年）を歴任した。ポートランド公爵を相続する1762年までティッチフィールド侯爵の儀礼称号で称された。
ポートランド公爵は常に自身をホイッグ党員であると考えたが、19世紀初のトーリー党政権の礎を築いたとされる。

## 経歴

### 生い立ち
第2代ポートランド公爵ウィリアム・ベンティンクと、マーガレット・ハーレー（1715年3月11日 – 1785年7月17日、第2代オックスフォード＝モーティマー伯爵エドワード・ハーレーの娘）の長男として、1738年4月14日に生まれた。母と母方の祖母ヘンリエッタ・キャヴェンディッシュ＝ホリス（初代ニューカッスル公爵ジョン・ホリスの一人娘）の2人から、多くの領地を継承した。ヘンリエッタの遺言状に基づき、オックスフォード大学在学中の1755年には「キャヴェンディッシュ」を姓に加えたが、この変更が国王により正式に承認されたのは1801年10月5日のことだった。
1747年から1754年までウェストミンスター・スクールで教育を受けた後、1755年3月4日にオックスフォード大学クライスト・チャーチに入学、1757年2月1日にM.A.の学位を修得した。1757年12月にグランドツアーに出て、外交官ロバート・マレー・キースとともに出発した。ハンブルク経由でワルシャワに到着した後、そこで1年以上滞在し、1759年から1760年にかけてベンジャミン・ラングロイスとともにドイツとイタリアを旅し、トリノに1年間滞在したのちフィレンツェに向かい、1761年10月に帰国した。

### 政界入り

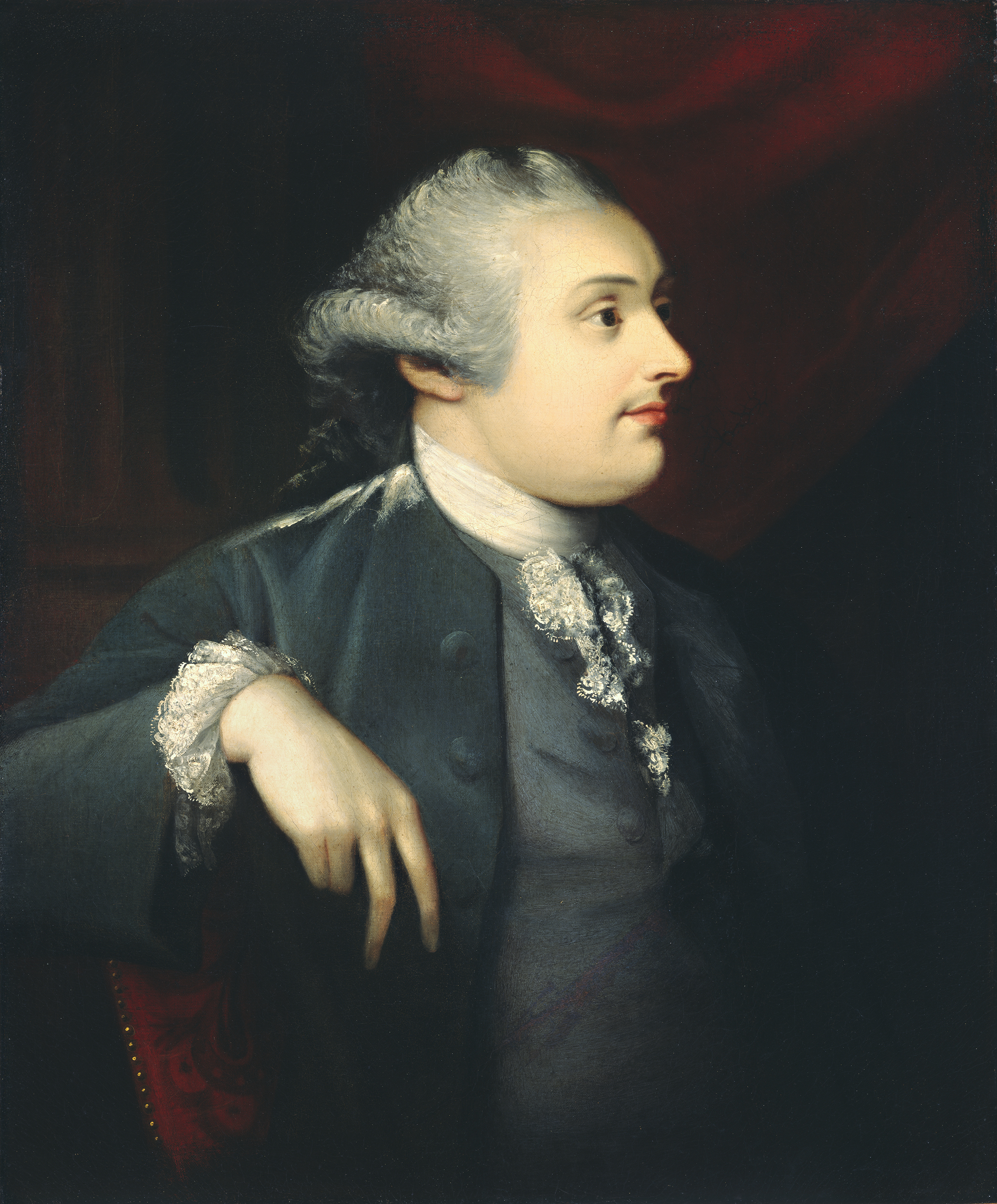
マシュー・プラットによる肖像画、1774年頃。

グランドツアーの最中、1761年イギリス総選挙でウェオブリー選挙区から出馬して庶民院議員に当選した。1762年5月1日に父が死去すると、ポートランド公爵位を継承して貴族院に移る。庶民院議員としての就任期間が短く、投票と演説の記録もなかった。
貴族院に移籍した時点で24歳にすぎないが、多くの財産を有し、評判に汚点のない状態だったことからホイッグ党の諸派閥に歓迎され、第2代ロッキンガム侯爵チャールズ・ワトソン＝ウェントワースの派閥（ロッキンガム派）に入った。
1765年7月に第1次ロッキンガム侯爵内閣が成立すると宮内長官に任じられ、7月10日に枢密顧問官に任命された。1766年6月5日、王立協会フェローに選出された。1766年3月にロッキンガム侯爵内閣が倒れると、ポートランド公爵も辞任しようとしたが、ロッキンガム派と首相の初代チャタム伯爵ウィリアム・ピットとの交渉役として留任することを求められ、それを受け入れた。11月に交渉が失敗に終わり、ポートランド公爵が少数の貴族とともに官職を辞任したが、このときの経験によりチャタム伯爵を徹底的に嫌い、ロッキンガム派に完全につくようになり、また宮内長官のような儀礼的で実権のない官職への就任を拒むようになった。
退任後は貴族院で野党に転じて、第一大蔵卿の第3代グラフトン公爵オーガスタス・フィッツロイを激しく批判した。これが原因となって、当時グラフトン公爵を批判していた匿名作家ジュニアスの正体と疑われたが、英国人名事典はこの疑いを「ばかげたこと」（absurdly）だと評した。また、ロッキンガム派はたとえ連立内閣を組む場合でもロッキンガム侯爵が首相を務めるべきという立場を堅持したため、長期間野党に甘んじることになったが、同時に自派の結束を強めることにもなった。

### 選挙活動
第3代ポートランド公爵の父は選挙における影響力を有さなかったが、第3代ポートランド公爵は選挙活動に積極的に取り組んだ。たとえば、1768年イギリス総選挙では自派の候補者8人を当選させた。

#### ウィガン選挙区
ランカシャーのウィガン選挙区は有権者約100人を有するバラ選挙区であり、1761年時点ではホイッグ党員のフレッチャー・ノートンとサイモン・ラットレルがトーリー党から選挙区の支配権を奪取したばかりだった。有権者約100人という数は懐中選挙区に収められる程度には少ないものの、1人のパトロンが簡単に支配できる人数でもなく、ノートンとラットレルが全員からの支持を確保したわけではなかった。そのため、ポートランド公爵は1763年の補欠選挙でノートンに敗れたジョージ・ビングと手を組み、一定数の有権者の支持を得たのち1764年のウィガン市長選挙で自派の候補の当選を宣告したが、ノートン・ラットレル側も同様に当選を宣告、以降1765年5月にノートン・ラットレル側の市長の退任とひきかえに金銭賠償を行うとの協定が締結されるまで2人の市長が並立する状態になった。
続く1768年イギリス総選挙ではポートランド公爵の推す候補であるビングとボーモント・ホタムがトーリー党候補のジョン・スミス・バリー（John Smith Barry、第4代バリーモア伯爵ジェームズ・バリーの息子）を破り、1774年イギリス総選挙でも再選した。
1780年代にポートランド公爵が選挙活動を減らすと、彼はウィガン選挙区で1議席の支配権をヘンリー・ブリッジマンに譲り、1780年イギリス総選挙でブリッジマンの息子ヘンリー・シンプソン・ブリッジマンが当選することとなった。ポートランド公爵はその後もウィガンで一定の影響力を有したものの、1790年代にはブリッジマンが2議席を支配したとされた。

#### カーライル選挙区

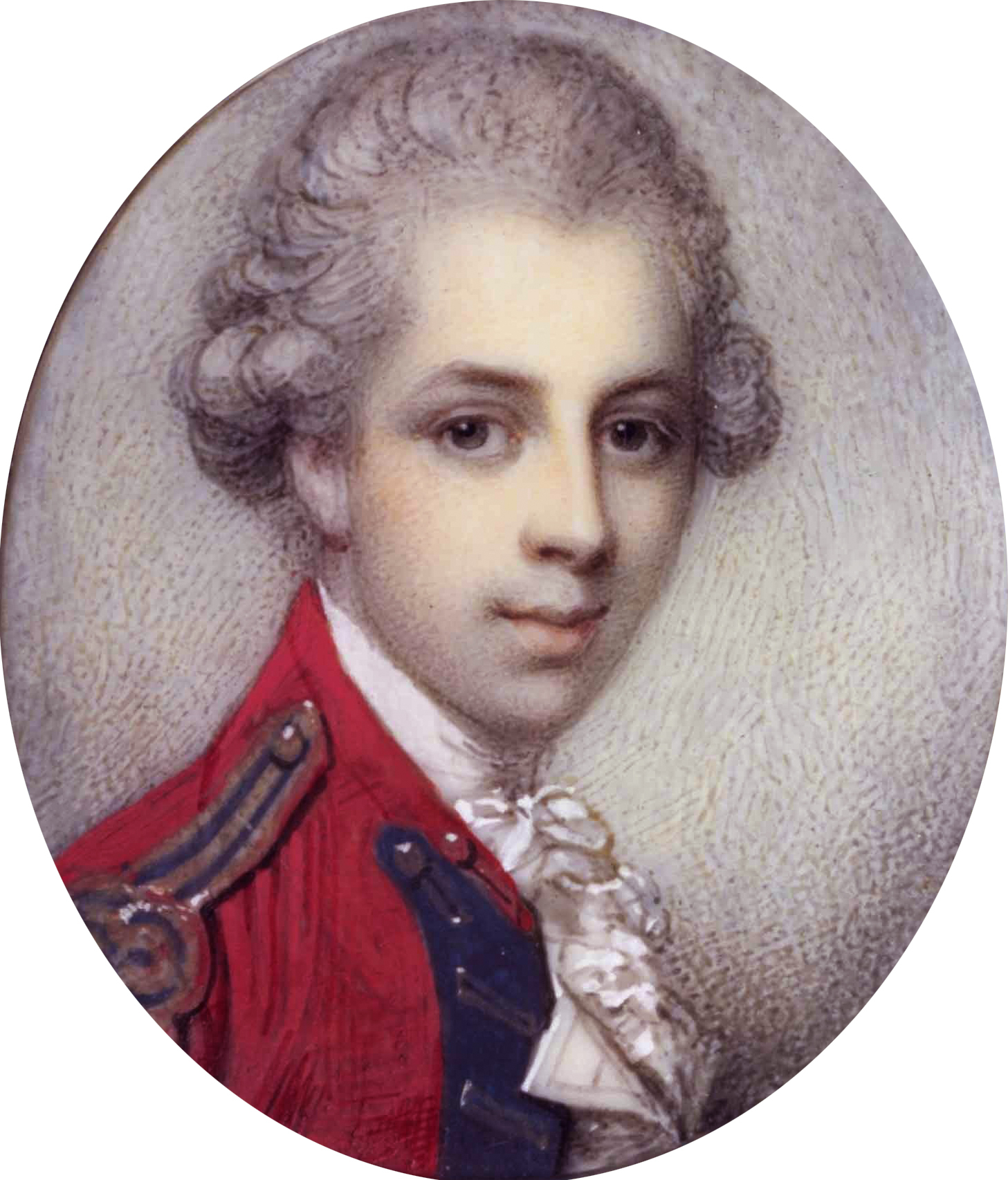
第5代準男爵サー・ジェームズ・ラウザーの肖像画、リチャード・コズウェイ画。

カンバーランドのカーライル選挙区は伝統的にカーライル伯爵家（ハワード姓）、マスグレイヴ家とラウザー家の間で争われており、第3代ポートランド公爵が爵位を継承した時点ではラウザー家当主の第5代準男爵サー・ジェームズ・ラウザー（後の初代ロンズデール伯爵）が1議席を支配し、残りの1議席の支配も目指していた。ラウザーは1761年にトーリー党の第3代ビュート伯爵ジョン・ステュアートの娘と結婚しており、カーライルでは自身が1759年よりカンバーランド統監を務めていたほか、自派の人物を副統監、カーライル市裁判所、カーライルの自治体（corporation）に配置するなど支配を着実に進めていた。
ポートランド公爵はラウザーの自治体支配を破れなかったため、代わりに自由市民（freemen）に支持を訴え、1768年イギリス総選挙でラウザーがカーライルと何のつながりもないスコットランド人ジョン・エリオットとジョージ・ジョンストンを推すという失策を犯したため2議席ともにポートランド公爵の推す候補（ポートランド公爵の弟エドワード・ベンティンク卿とマスグレイヴ家のジョージ・マスグレイヴ）が当選した。
カーライル伯爵家は1769年に5代伯爵フレデリック・ハワードが成人すると巻き返しを図り、1774年イギリス総選挙では3月にポートランド公爵とラウザーが1議席ずつ指名するという妥協がなされた状況に割り込み、2人による指名への承認を遅延したことでポートランド公爵から譲歩を引き出し、結果としてはカーライル伯爵とラウザーが1議席ずつ指名した。
1780年イギリス総選挙ではハワード家本家のノーフォーク公爵家が第5代カーライル伯爵家の頭越しに介入したことでカーライル伯爵が撤退を余儀なくされ、サリー伯爵チャールズ・ハワードが当選した。以降第3代ポートランド公爵がカーライル選挙区に介入することはなくなった。

#### カンバーランド選挙区とウェストモーランド選挙区
カーライルのカウンティ選挙区にあたるカンバーランド選挙区においてはラウザー家が最大の地主であり、カーライル伯爵やポートランド公爵、エグレモント伯爵家がそれに次ぐ形となっているが、第3代ポートランド公爵が爵位を継承した時点では5代カーライル伯爵が未成年であり、第2代エグレモント伯爵チャールズ・ウィンダムは不在地主だった上地租を上げて人気を失っていた。また近隣のウェストモーランド選挙区はカウンティ選挙区のうち有権者数の最も少ない選挙区であり、サフォーク伯爵家、ウィルソン家（Wilson）やウェストモーランド州長官を世襲するサネット伯爵家も領地を有するものの、最大の領地を有するラウザー家の対抗馬になれるのはサネット伯爵家だけであり、1759年の補欠選挙ではサネット伯爵家の候補がラウザー家の候補に敗れ、1761年イギリス総選挙ではウィルソン家の候補がラウザー家の候補に敗れている。
しかし、ラウザーも横柄で利己的な態度でカンバーランドの下級ジェントリからの支持を失い、ジェントリたちはラウザーへの対抗馬としてポートランド公爵を選んだ。ポートランド公爵はジェントリからの求めに応じ、ウェストモーランド選挙区やカンバーランドのバラ選挙区であるカーライル選挙区（#カーライル選挙区の節も参照）に介入するようになったため、ラウザーは1767年にポートランド公爵派を地元の治安委員会（commission of the peace）から追い出した。
そして、1768年の総選挙が近づくにつれて、カーライルとカンバーランドでの選挙戦が不可避になったため、ラウザーは第12代サフォーク伯爵ヘンリー・ハワードに「カンバーランドにおけるエグレモント伯爵派の支持をとりつければウェストモーランドで1議席を譲る」と打診し、サフォーク伯爵家と手を組むことでウェストモーランドでの選挙戦を回避しようとしたが、サフォーク伯爵はすでにエグレモント伯爵派のポートランド公爵派への支持をとりつけるよう約束しており、交渉は失敗した。一方のポートランド公爵と第8代サネット伯爵サックヴィル・タフトンも1761年に一度敗れているウィルソンが再立候補を拒否したため候補者選びに難航したが、選挙の10日前（1768年3月28日）になってポートランド公爵派とカーライルの反ラウザー派からの資金援助を受けたトマス・フェンウィック（Thomas Fenwick）が立候補を表明した。選挙直前の立候補で選挙活動の時間が足りず（ラウザーの2候補は2月25日に選挙活動を開始した）、しかもサネット伯爵がアップルビー選挙区をめぐってラウザーと選挙協定を締結、ウェストモーランドで中立に留まってしまったため、フェンウィックにとってはかなり不利な情勢だったが、ラウザーへの敵意が想像以上に強く、最終的には981票を得て得票数2位で当選した。
カンバーランドのほうではラウザーの雇用した弁護士がイングルウッドの森（ウィリアム3世から初代ポートランド伯爵ウィリアム・ベンティンクに与えられた領地）へのポートランド公爵の領有権に問題があり、イングルウッドの森が法律上ではポートランド公爵家に与えられず王領地のままであることを発見した。
ラウザーは即座に政府に対しイングルウッドの森の貸し下げを申請、政府が（ラウザーが訴訟を提起して、王領地と確定させることを条件に）それを承認したためラウザーが選挙戦で有利になるはずだったが、ポートランド公爵家がすでに60年間所有していた領地を強引に取り上げるやり方に現地民が不満を感じた。また、国政においてはポートランド公爵が第一大蔵卿のグラフトン公爵と敵対していたため、訴訟自体をグラフトン公爵の悪意に起因するとする見方もある。ただし、H・モース・スティーブンスは『英国人名事典』で国王側の言い分もそれなりの道理があり、全くのでっち上げではないとの見解を示している。また、オックスフォード英国人名事典によると、政府が貸し下げ申請を素早く許可したため、ポートランド公爵が政争の犠牲者としてみられるようになり、ラウザー側が主張した「時効も場所的限定も国王には適用なし」の適用は議会立法（1769年ヌルム・テンプス法、Nullum Tempus Act 1769）で制限されるようになった。
結果的には投票ではラウザー自身が立候補した上、選挙管理の責任者を選べる立場にあるにもかかわらず全く不適任の人物を選択したため、1位が反ラウザー派のヘンリー・カーウェン（Henry Curwen）、2位のラウザーが1,977票で3位の反ラウザー派候補初代準男爵サー・ヘンリー・フレッチャーとわずか2票差という結果になり、フレッチャーは選挙申し立てを提起した。
ラウザーは選挙直前の3月と選挙後の8月の2度にわたってポートランド公爵に妥協を提案したが、ポートランド公爵が譲歩すると現地民の支持を失うことは明らかであり、交渉は失敗に終わった。その後、庶民院はフレッチャーの当選を宣言した。
1774年に次の総選挙が行われたとき、ラウザーは三たびポートランド公爵に妥協を提案した。選挙の出費がポートランド公爵にとって痛いダメージになっており、また現地民がラウザーによる2議席支配を防げたことに満足したため、2人の妥協は成立、以降ラウザーが1802年に死去するまでラウザー派が1議席を、それ以外が1議席を支配した。
イングルウッドの森の所有権をめぐる裁判については1771年11月にラウザーへの貸し下げが無効、1777年にポートランド公爵の所有権が有効という判決が出たことで終結した。

### 第2次ロッキンガム侯爵内閣とシェルバーン伯爵内閣

#### 国政の動向
ポートランド公爵はノース内閣期（1770年 – 1782年）の全期間を通して野党の立場にあったが、1782年4月にロッキンガム侯爵が第2次内閣を組閣すると、アイルランド総督に任じられ、同年9月まで務めた。また、妻の叔父にあたるジョン・キャヴェンディッシュ卿が財務大臣に任じられた。
しかし、1782年7月にロッキンガム侯爵が死去すると、ホイッグ党は再び分裂した。国王ジョージ3世は後任の首相として内務大臣の第2代シェルバーン伯爵ウィリアム・ペティを任命したが、外務大臣のチャールズ・ジェームズ・フォックスはシェルバーン伯爵の部下になることを嫌い、ジョン・キャヴェンディッシュ卿とともにポートランド公爵を首相に据えるようジョージ3世に要求した。この要求が拒否されるとフォックスもキャヴェンディッシュも辞任、直後にポートランド公爵、陸軍支払長官エドマンド・バーク、外務省政務次官リチャード・ブリンズリー・シェリダンが辞任した。
シェルバーン伯爵は小ピットを財務大臣に任命して危機を乗り越えようとしたが、ノース卿フレデリック・ノースがフォックスに味方したため、シェルバーン伯爵内閣は庶民院でも貴族院でも少数派のままになり、結局1783年4月に辞任を余儀なくされた。

#### アイルランド政策
ポートランド公爵がアイルランド総督に就任したときはイギリスのアメリカ独立戦争での敗北が確定した直後であり、アイルランド自治を目指すアイルランド愛国党は機に乗じてアイルランドの自治権拡大を要求した。ポートランド公爵はこの要求を拒否することが不可能であると考え、自治権を与えて何らかの代償を引き出そうとしたが、ロッキンガム派に内閣の主導権を奪われないようシェルバーン伯爵とジョージ3世が妨害したため、結局アイルランドへの譲歩のみが行われ、グレートブリテン側への見返りは何もなかった。

### 第1次ポートランド公爵内閣

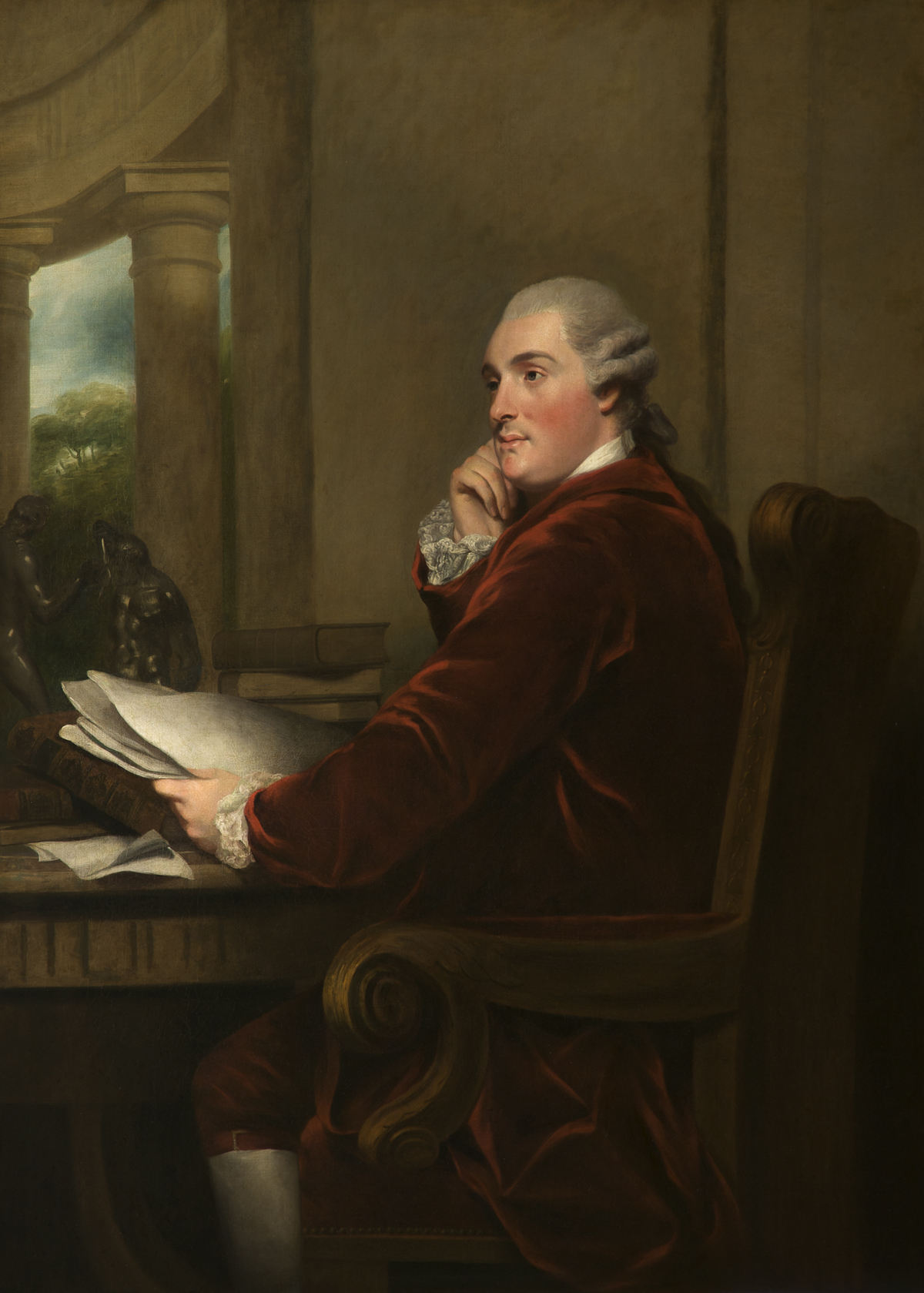
第3代ポートランド公爵の肖像画。ジョシュア・レノルズによる肖像画に基づくジョン・ポウェル（John Powell）の作品、1782年。

シェルバーン伯爵の辞任に伴い、チャールズ・ジェームズ・フォックス（外務大臣）とノース卿フレデリック・ノース（内務大臣）の連立政権（フォックス＝ノース連立内閣）が成立すると、名目上の第一大蔵卿（首相）をつとめた。それまでロッキンガム派とノース派が敵対していたにもかかわらず、連立内閣が成立したことは、ポートランド公爵が「両派の政策の差は対米戦争の終結に伴い消滅した」と説得したことが一因だったという。
この内閣期にアメリカ独立戦争の講和条約であるパリ条約が締結されたが、それ以外で重要と言える政策はフォックスの東インド法案だけだった。庶民院では大差で可決されたが、貴族院では第3代テンプル伯爵ジョージ・ニュージェント＝テンプル＝グレンヴィルの脅しにより1783年12月17日に賛成76票・反対95票で否決され、ジョージ3世は翌日に連立内閣を罷免した。
1784年イギリス総選挙で連立内閣の支持者の多くが落選したことはフォックス、ノース、ポートランドの不人気を示したが、内閣の崩壊によりポートランド公爵は再び政争の犠牲者としてみられるようになり、ポートランド公爵の首相再任がホイッグ党の復権の絶対条件になった。

### 小ピット内閣とアディントン内閣期

#### 入閣まで

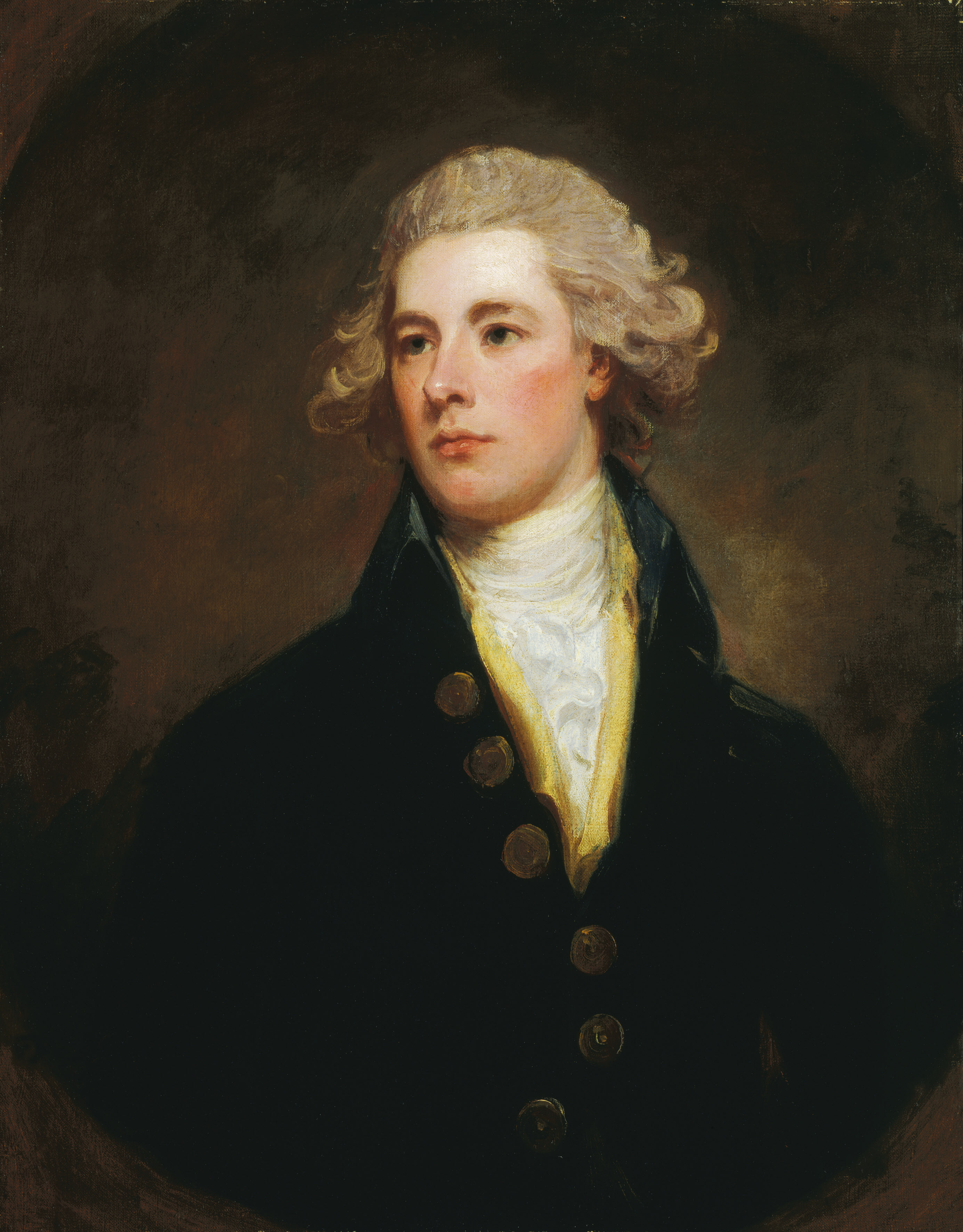
小ピット。ジョージ・ロムニー画、1783年頃。

後任の首相には小ピットが任命された。この時点でポートランド公爵はロッキンガム侯爵の派閥であるロッキンガム派を継承した。H・モース・スティーブンスによると、ポートランド公爵は優れた演説者ではなかったものの、信頼できる人柄、家格の高さ、資産の多さなどロッキンガム侯爵と同様の性質を有した。しかし、野党の指導者としては弱く、議会戦術をチャールズ・ジェームズ・フォックスやエドマンド・バークに任せ、自身はブルストロード・パークの邸宅での生活や趣味の音楽に専念した。また、選挙改革や審査法廃止に反対するなど党内急進派との折り合いも悪かった。
1789年にフランス革命が勃発すると、最初は小ピットやフォックスと同様に革命に同情的だったが、やがて革命が急進化すると、ほかの大地主と同じく、革命がイギリスに飛び火することを恐れるようになった。ホイッグ党内も1791年5月にバークがフォックスを批判、1792年4月に議会改革を目指す国民の友協会が設立されるなど分裂の動きがあったため、小ピットは初代ラフバラ男爵アレクサンダー・ウェッダーバーンを仲介としてポートランド公爵と交渉、ポートランド公爵とフォックスを離間しようとしたが、ポートランド公爵はフォックスの入閣を連立内閣の前提としたため交渉が難航、さらに第5代リーズ公爵フランシス・オズボーンが1792年7月から8月にかけてジョージ3世に自身を名目上の首相とする小ピットとフォックスの連立内閣について打診し、ジョージ3世から「野党ホイッグ党にはお世辞程度のジェスチャーしかしてはならないと内閣に命じた」との言質を得ると小ピットの二枚舌がばれることとなった。
小ピットの計画は失敗に終わったが、フランス革命の進行に伴いホイッグ党は分裂を深め、1792年12月には第4代準男爵サー・ギルバート・エリオットがフォックスによるフランス共和国の承認を理由に、ポートランド公爵とフォックスの決裂を発表したが、ポートランド公爵の許可を得られずに発表したとして数日後に撤回するという事件が起こった。ポートランド公爵は心情的には保守派だったが、できるだけ多くの議員を自派に取り込むためにフォックスとの決裂を1794年1月まで遅延させ、1793年には28人だったポートランド派を1794年に60人に倍増させた。
野党期のポートランド公爵は政府からの恩恵の受け取りを拒否、ガーター勲章の授与打診も辞退したが、1792年9月27日にオックスフォード大学総長に選出され、同年10月7日にD.C.L.の名誉学位を授与された。

#### 内務大臣

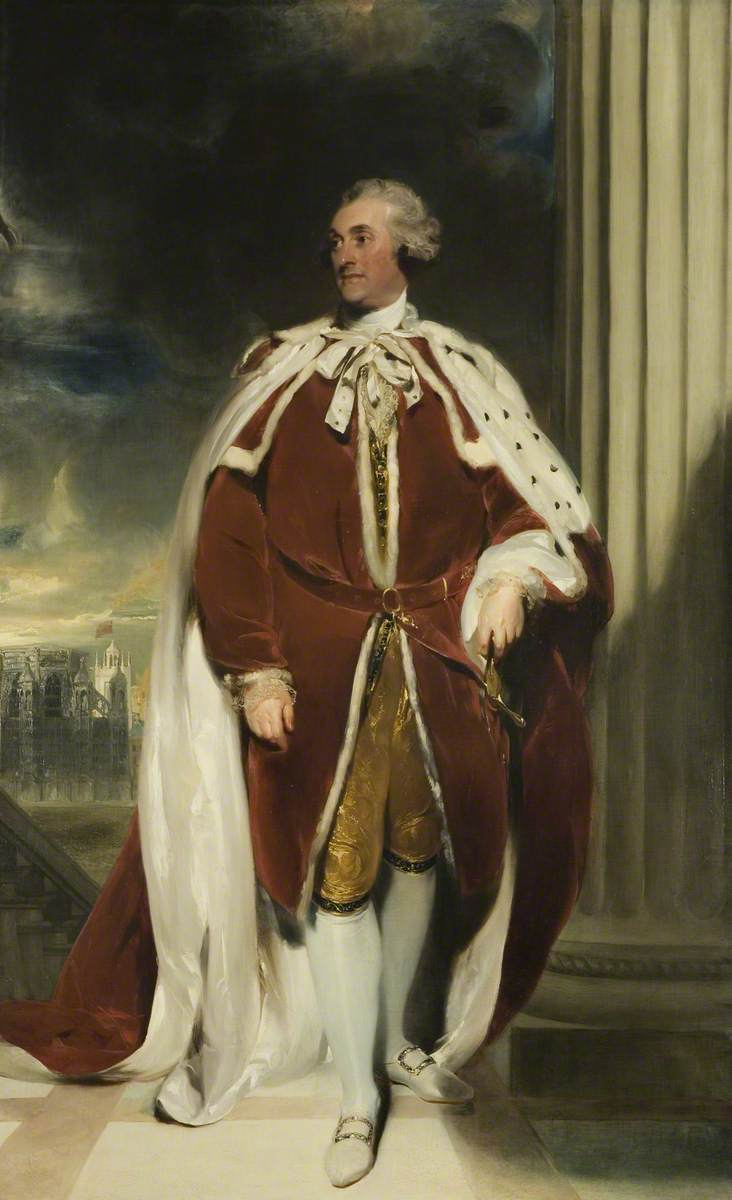
第3代ポートランド公爵の肖像画。トーマス・ローレンス画、1792年。

ポートランド派が無視できない勢力になりつつあったため、小ピットは方向転換を余儀なくされ、1794年7月にポートランド公爵を内務大臣に任命した。ポートランド公爵はさらに1794年7月16日にガーター勲章を授与され、1795年6月にノッティンガムシャー統監に任命された。また、ポートランド公爵の長男ティッチフィールド侯爵もミドルセックス統監に任命された。
内務大臣の就任と前後して1793年外国人法、1795年反逆法、1795年煽動集会法が制定されたため、内務大臣の裁量権が拡大していた。H・モース・スティーブンスは『英国人名事典』でポートランド公爵が裁量権を乱用せず政府の悪評を招かなかったと評価し、政府への怒りが最大でも「議会開会式に向かう国王の馬車が窓を壊される」程度だったとし、初代シドマス子爵ヘンリー・アディントンの内務大臣在任期（1812年 – 1822年）にピータールーの虐殺（1819年）やカト街の陰謀がおきたことと対照的であるとした。
アイルランド関連では1798年アイルランド反乱が勃発、1800年合同法が可決されるなど大きな事件が続いた。特に後者は合同法案が1799年に一度否決されたため、2度目の否決を避けるべくポートランド公爵はアイルランド議会の議員を大々的に買収、1799年10月から1800年5月にかけて30,850ポンドがグレートブリテンからアイルランドに送られたほどだったという（ただし、これはイギリスとアイルランドの王室費法（Civil List Act）に違反する行為である。

#### 枢密院議長

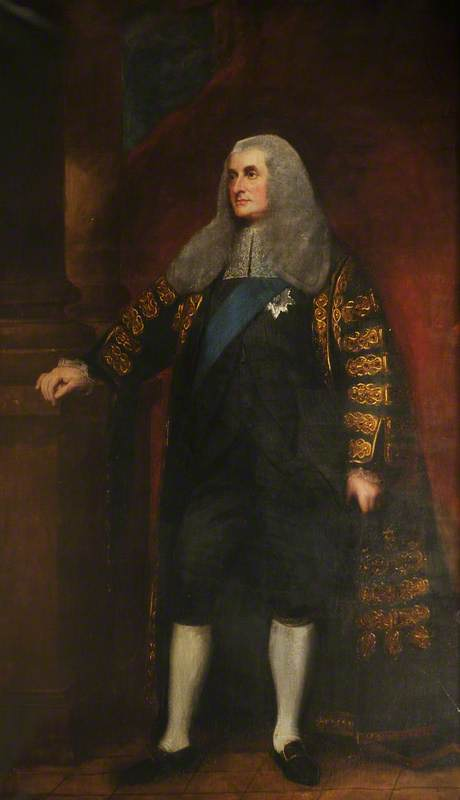
ジョージ・ロムニーによる肖像画、1795年から1797年頃。

小ピットはカトリック解放問題でつまづいて1801年に辞任した。ポートランド公爵もアイルランド問題をめぐりアイルランドにおけるカトリック教会に補助金を与えて国教会の1つにしようとしていたが、ジョージ3世と小ピットの後任であるヘンリー・アディントンの説得により内閣に残留、1801年7月に枢密院議長に任命され、1805年まで務めた。
しかし、1803年にナポレオン戦争が勃発すると、ポートランド公爵は意志の弱いアディントンではなく小ピットに首相を再任させるべきだと感じるようになった。その後、小ピットは1804年に第2次内閣を組織した。このとき、小ピットはポートランド公爵のほか、フォックスや初代グレンヴィル男爵ウィリアム・グレンヴィルも入閣させて連立内閣を組織しようとしたが、ジョージ3世がフォックスの入閣を拒否したため、仕方なく自派のみという弱い基盤で組閣した。ポートランド公爵は引き続き枢密院議長を務め、ジョージ3世によるフォックスの入閣拒否を歓迎した。
長男ティッチフィールド侯爵の妻ヘンリエッタの妹ジョーンがジョージ・カニングの妻にあたるため、ティッチフィールド侯爵はカニングと親しくなり、カニングが元より小ピットを支持したためティッチフィールド侯爵もそれにならう形となった。父である第3代ポートランド公爵もそれを受けて小ピットを支持するようになり、1805年に小ピットがアディントンを入閣させようとしたときに枢密院議長の座をアディントンに譲り、自身は無任所大臣に転じるほどだった。
1806年に小ピットが在職のまま死亡すると、ウィリアム・グレンヴィルが挙国人材内閣を組閣、ポートランド公爵も退任してブルストロード・パークに引退した。

### 第2次ポートランド公爵内閣
1806年に退任した時点で70歳近くと老齢で、痛風に苦しんでいたため、平穏な引退生活を望んだ。しかし、挙国人材内閣が相次ぐ失敗で退陣に追い込まれたため、小ピット派が再び政権を握ることになり、ジョージ・カニングやカースルレー子爵ロバート・ステュアートなど気性の強い人物でも納得できる首相としてポートランド公爵の名前が挙げられ、1807年に再度首相となった。すでに老齢だったポートランド公爵は多忙な首相職に適さず、実際には外務大臣のカニングと陸軍・植民地大臣のカースルレーが権力を掌握、第一大蔵卿としての職務も財務大臣のスペンサー・パーシヴァルが担った。
第2次ポートランド公爵内閣期には1807年のコペンハーゲンの海戦での勝利、1809年のワルヘレン戦役の敗北、半島戦争におけるヴィメイロの戦い（1808年8月）、シントラ協定（1808年8月）、タラベーラの戦い（1809年7月）など、ナポレオン戦争の進展がみられたが、いずれもポートランド公爵が賞賛あるいは責任を負うべき出来事ではなかった。
カニングとカースルレーが犬猿の仲だったため、カニングがカースルレーを罷免しなければ自身が辞任すると述べたとき、ポートランド公爵はカースルレーの罷免を承諾したが、結局それも躊躇して引き延ばしに終始した。最終的にはカニングとの交渉がカースルレーにばれ、カースルレーとカニングが決闘したのち2人とも辞任するという事件がおこった。この結果ポートランド公爵も辞任に追い込まれた。

### 死去
首相退任から間もなく1809年10月30日にブルストロード・パークで死去、11月9日にメリルボーンで埋葬された。長男ウィリアム・ヘンリーが爵位を継承した。

## 評価
H・モース・スティーブンスは『英国人名事典』でポートランド公爵について「2度の首相期よりも1794年から1801年まで内務省を率いた時期を評価すべき」とし、内務大臣として絶大な権力を有しながら寛容的だったと評した。また、初代シドマス子爵ヘンリー・アディントンの内務大臣在任期（1812年 – 1822年）と比べて社会不安が少なかったとした。
オックスフォード英国人名事典はポートランド公爵による貢献として、長期間にわたる野党期においてホイッグ党の社会的地位を上昇させたことと、その組織力を強化したことを挙げている。また、内務大臣としての政策が反動的だったとし、これが最晩年にトーリー党の表看板として扱われた理由だったとしている。

## 私生活

### 財産
1766年に結婚した時点では領地からの収入が年9,000ポンド程度であり、うち1,600ポンドは母にあてがわれた。1785年に母が死去すると、年収入約12,000ポンドが得られる領地を継承した。母から継承した領地にはノッティンガムシャーのウェルベック・アビー（約1万5千エーカー）が含まれる。しかし、死去時点では領地の年収が約17,000ポンドに減少している上、約52万ポンドの債務を残している。この債務により、息子の長男第4代ポートランド公爵はブルストロードなどの領地を売却せざるを得なかった。

### 家族

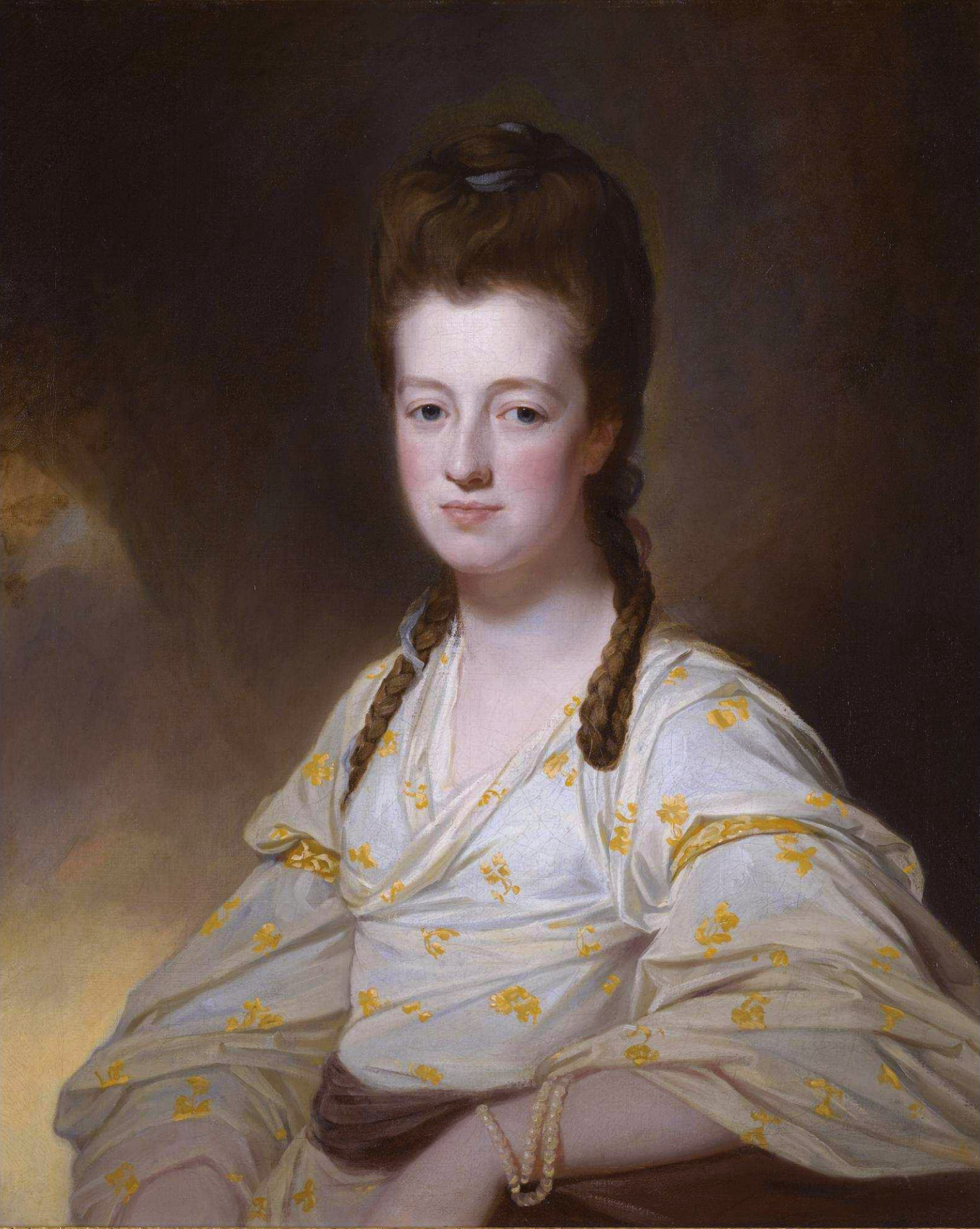
ポートランド公爵夫人ドロシー。ジョージ・ロムニー画、1772年頃。

1766年11月8日、ドロシー・キャヴェンディッシュ（Dorothy Cavendish、1750年8月27日 – 1794年6月3日、第4代デヴォンシャー公爵ウィリアム・キャヴェンディッシュの娘）と結婚、4男2女をもうけた。
- ウィリアム・ヘンリー（1768年 – 1854年） - 第4代ポートランド公爵[31]
- ウィリアム・ヘンリー（1774年 – 1839年） - インド総督。1803年2月19日、メアリー・アチソン（Mary Acheson、1843年5月1日没、初代ゴスフォード伯爵アーサー・アチソンの娘）と結婚[31]
- シャーロット（1862年7月28日没） - 1793年3月31日、チャールズ・グレヴィル（英語版）（1762年11月2日 – 1832年8月26日、フルク・グレヴィル（英語版）の息子）と結婚、子供あり[31]
- メアリー（1843年11月6日没[31]）
- ウィリアム・チャールズ・オーガスタス（英語版）（1780年 – 1826年） - 1808年9月21日、ジョージアナ・オーガスタ・フレデリカ・シーモア（Georgiana Augusta Frederica Seymour、1813年12月10日没）と結婚、1女をもうけた[31]。1816年7月23日、アン・アブディー（英語版）（Anne Abdy、1875年3月19日没、第7代準男爵サー・ウィリアム・アブディー（英語版）の元妻、初代ウェルズリー侯爵リチャード・ウェルズリーの庶出の娘）と再婚、子供あり[31]。第6代ポートランド公爵ウィリアム・キャヴェンディッシュ＝ベンティンクの祖父にあたる[31]
- フレデリック（英語版）（1781年 – 1828年） - 1820年9月16日、メアリー・ラウザー（Mary Lowther、初代ロンズデール伯爵ウィリアム・ラウザー（英語版）の娘）と結婚、子供あり[31]。第8代ポートランド公爵ファーディナンド・キャヴェンディッシュ＝ベンティンク（英語版）の曽祖父にあたる[31]